# David Brock
David Brock (geboren 2. November 1962 in Washington, D.C.) ist ein amerikanischer Journalist, Autor und Gründer der Mediengruppe Media Matters for America und politischer Aktivist der Demokraten.

## Herkunft und Ausbildung
Brock wuchs in Wood-Ridge, New Jersey in einer streng katholischen Adoptivfamilie auf. Er war auf verschiedenen katholischen Schulen, so der Our Lady of the Assumption School und der Paramus Catholic High School in Paramus. Er studierte an der University of California, Berkeley und begann dort bereits als Reporter für das Studentenmagazin The Daily Californian zu arbeiten. In Berkeley legte er 1985 einen Bachelor of Arts in Geschichte ab. Brock ist homosexuell, was er 1997 öffentlich bekannt machte. Sein Coming-out trug mit zu seinem parallel laufenden Wechsel der politischen Seite bei.

## Arbeit als konservativer Publizist
Brock arbeitete ab 1986 im Umfeld verschiedener konservativer Stiftungen und Magazine, wie des Insight on the News, die zur The Washington Times gehört und der Heritage Foundation. 1992 wurde Brock mit einem kritischen Bericht zu der Affäre um die Ernennung des schwarzen Clarence Thomas zum Verfassungsrichter und dessen angeblicher Belästigung einer Angestellten namens Anita Hill im American Spectator bekannt. 1993 veröffentlichte Brock ein Buch über die Affäre, The Real Anita Hill, welches zum Bestseller wurde. Ebenso wurde durch einen Bericht Brocks über Paula Jones und über sexuelle Verfehlungen Bill Clintons im Spectator 1994 der sogenannte Troopergateskandal ins Rollen gebracht.

## Politische Neuausrichtung
Drei Jahre später überraschte Brock mit einer verhältnismäßig freundlichen Biographie von Hillary Clinton unter dem Titel The Seduction of Hillary Rodham. Mit einem 1997 veröffentlichten Artikel im Esquire und dem Buch Blinded by the Right (2002) vollzog Brock einen Schwenk zur politischen Linken. Er widerrief wesentliche früher geäußerte Vorwürfe gegen die Clintons.

## Schriften (Auswahl)

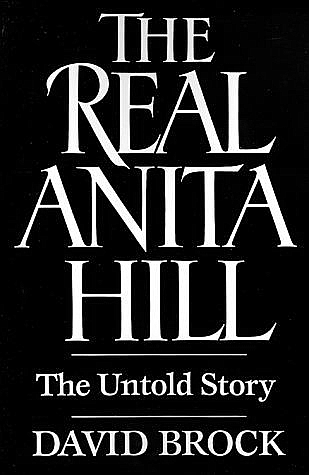
Anita Hill (1993)

- The Real Anita Hill. Free Press, 1993. ISBN 978-0-02-904656-2
- The Seduction of Hillary Rodham. 1996, Free Press. ISBN 978-0-684-83770-3
- Blinded by the Right: The Conscience of an Ex-Conservative. 2002, Crown Publishing Group. ISBN 978-1-4000-4728-4
- The Republican Noise Machine: Right-Wing Media and How It Corrupts Democracy. 2004, Crown. ISBN 978-1-4000-4875-5
- Free Ride: John McCain and the Media mit Paul Waldman. 2008, Anchor. ISBN 0-307-27940-5
- The Fox Effect: How Roger Ailes Turned a Network into a Propaganda Machine mit Ari Rabin-Havt. 2012, Anchor. ISBN 978-0-307-94768-0
- Killing the Messenger: The Right-Wing Plot to Derail Hillary and Hijack Your Government 2015, Twelve. ISBN 978-1455533763